# Kasteel Weyer
Kasteel Weyer (ook: Kasteel ter Weyer) is een herenhoeve in de Belgische plaats Hoeselt, gelegen aan Pasbrugstraat 1.
Oorspronkelijk was dit een leengoed van het Graafschap Loon, waarvan reeds in de 13e eeuw sprake was. Tot 1603 bleef het eigendom van de familie Weyer. In 1641, toen het kasteeltje in bezit was van Jean-Baptist de Graty, werd het verbouwd.
Het betrof feitelijk een omgrachte L-vormige herenhoeve. De noordwestvleugel (het poortgebouw) en de zuidwestvleugel zijn hier overblijfselen van. In de 2e helft van de 19e eeuw kwamen er twee vleugels bij en werd het een vierkantshoeve.
Van de omgrachting zijn nog overblijfselen aanwezig. Het complex bezit nog 17e-eeuwse muurankers en boven de poort is er een gevelsteen met wapenschild, het opschrift "grata sideragnati" en het jaartal 1641.